# ایرنه وان دن بروک
ایرنه وان دن بروک (انگلیسی: Irene van den Broek؛ زادهٔ ۲۶ اوت ۱۹۸۰) یک دوچرخه‌سوار اهل پادشاهی هلند است.
از باشگاه‌هایی که در آن بازی کرده‌است می‌توان به (بولز–دولمنز) اشاره نمود. وی در مسابقات قهرمانی دوچرخه‌سواری جاده جهان (۲۰۰۷ و ۲۰۰۸) نماینده کشورش بود.